# Seznam angleških biologov
Seznam angleških biologov.

## A
- Peter Apps
- David Attenborough

## C
- Francis Crick

## D
- Charles Darwin
- Richard Dawkins

## F
- Rosalind Franklin

## H
- Thomas Henry Huxley
- Julian Huxley

## K
- John Krebs (ornitolog, evolucijski ekolog)

## M
- Desmond Morris

## N
- Denis Noble
- Paul Nurse?

## O
- Richard Owen

## P
- Reginald Innes Pocock

## S
- Rupert Sheldrake
- John Maynard Smith
- Herbert Spencer
- Marian Stamp Dawkins

## T
- Frank Turk (1911-1996)

## W
- Alfred Russel Wallace
- James (Dewey) Watson
- Maurice Wilkins
- Gregory Winter (molekularni biolog, nobelovec)